# 21 tháng 10
Ngày 21 tháng 10 là ngày thứ 294 (295 trong năm nhuận) trong lịch Gregory. Còn 71 ngày trong năm.

## Sự kiện
- 1600 – Tokugawa Ieyasu giành thắng lợi trong trận Sekigahara, được xem là mốc khởi đầu Mạc phủ Tokugawa tại Nhật Bản.
- 1805 – Quân Anh đại thắng liên minh Pháp–Tây Ban Nha trong trận Trafalgar.
- 1824 – Joseph Aspdin nhận bằng sáng chế về xi măng Portland, nay là một trong các loại xi măng thông dụng trên thế giới.
- 1854 – Florence Nightingale và 38 nữ điều dưỡng đến Thổ Nhĩ Kỳ để chăm sóc cho thương binh Quân đội Anh trong Chiến tranh Krym.
- 1944 – Chiến tranh thế giới thứ hai: Cuộc tấn công Thần phong, hay Kamikaze, đầu tiên được tiến hành, mục tiêu là chiến hạm HMAS Australia ở ngoài khơi đảo Leyte thuộc Philippines.
- 1867 – Tiểu thuyết Chuông nguyện hồn ai của Ernest Hemingway được phát hành lần đầu.
- 1983 – Đại hội Cân đo quốc tế lần thứ 17 định nghĩa lại chiều dài của một mét là “khoảng cách mà ánh sáng truyền được trong chân không trong khoảng thời gian 1/299.792.458 giây”.
- 2024 - Đại tướng Lương Cường chính thức được Quốc hội khoá XV bầu làm Chủ tịch nước Cộng hoà xã hội chủ nghĩa Việt Nam

## Sinh
- 1822 – Nguyễn Phúc Miên Tể, tước phong Nghĩa Quốc công, hoàng tử con vua Minh Mạng (m. 1844)
- 1833 – Alfred Nobel, nhà hóa học, kỹ sư, nhà phát minh, nhà doanh nghiệp Thụy Điển, người đã phát minh ra thuốc nổ dynamite và lập ra các Giải Nobel (m. 1896)
- 1846 – Edmondo De Amicis, nhà văn, nhà báo và nhà thơ người Ý (m. 1908)
- 1981 – Nemanja Vidić, cầu thủ bóng đá người Serbia
- 1982 – Lee Chong Wei, cựu vận động viên cầu lông người Malaysia
- 1984 – Nguyễn Hoàng Ngân, vận động viên karatedo Việt Nam
- 1995 – Doja Cat, ca sĩ, rapper người Mỹ
- 1999 – Ekanit Panya, cầu thủ bóng đá người Thái Lan

## Mất
- 1805 – Phó đô đốc, tử tước Horatio Nelson (s. 1758)
- 1956 – Lưỡng quốc tướng quân Nguyễn Sơn (s. 1908)